# Bayonne Bridge
De Bayonne Bridge is de op vijf na langste stalen boogbrug ter wereld en was de langste ter wereld op het moment van de opening. De brug verbindt Bayonne (New Jersey) met Staten Island in New York over de Kill Van Kull.
De Bayonne Bridge is gebouwd door de Port Authority of New York and New Jersey en werd geopend op 15 november 1931. De brug biedt een verbinding van Staten Island, via de Holland Tunnel, naar Manhattan. De langste overspanning (510m) van de brug werd met opzet iets langer gemaakt dan de Sydney Harbour Bridge (503m) die datzelfde jaar gebouwd werd.

## Vervanging
De Bayonne Bridge werd een belangrijk obstakel voor containerschepen op weg van en naar Newark Bay en de Port Newark-Elizabeth Marine Terminal en Howland Hook Marine Terminal. 
De doorvaarthoogte was in 2009 afhankelijk van het getij tussen 46 en 48 meter terwijl de grootste schepen conform de Neopanamax 50 tot 60 meter hoog zijn. Met de uitbreiding van het Panamakanaal werd deze doorvaarthoogte nog problematischer voor de haven van New York en New Jersey.
De Port Authority Had al in 2007 de optie bestudeerd de brug te vervangen en had de U.S. Army Corps of Engineers opdracht gegeven een studie uit te voeren naar de opties. Voor de studie en verdere uitwerking werd door de Port Authority tien miljoen dollar beschikbaar gesteld.
De studie van de Army Corps of Engineers had in 2009 drie opties bekeken:
- Het opkrikken van de brug naar een hoogte van 65 meter. Deze optie was de snelste en kon in 2019 gereed zijn tegen een kostprijs van 1,3 miljard dollar
- Bouw van een nieuwe brug. Deze kon toen op zijn vroegst in 2022 klaar zijn en kostte ongeveer een miljard dollar.
- De duurste optie was de bouw van een tunnel onder de Kill Van Kull. Deze optie zou in 2024 klaar geweest kunnen zijn.[2][5]

De keuze viel op de eerste optie, het opkrikken van de brug. De verbouwingen startten in 2013. De oorspronkelijke rijbaan vervoerde twee rijstroken van motorverkeer in elke richting, evenals een loopbrug. De doorvaarthoogte was 46 meter. De helft van de nieuwe rijbaan, met onderliggende doorvaarthoogte van 66 meter, werd op 20 februari 2017 tijdelijk met slechts één rijstrook voor de noordelijke richting en één voor de zuidelijke richting geopend. De tweede helft van de rijbaan werd volledig geopend op 11 februari 2019. De nieuwe rijbanen hebben elk twee rijstroken van unidirectioneel motorverkeer plus zijstroken voor gehandicaptenvoertuigen naast een apart pad voor voetgangers en fietsers, dat op 24 mei 2019 werd geopend. De gewenste navigatie-goedkeuring werd bereikt 8 juni 2017.

kaart van de Kill Van Kull en Bayonne Bridge
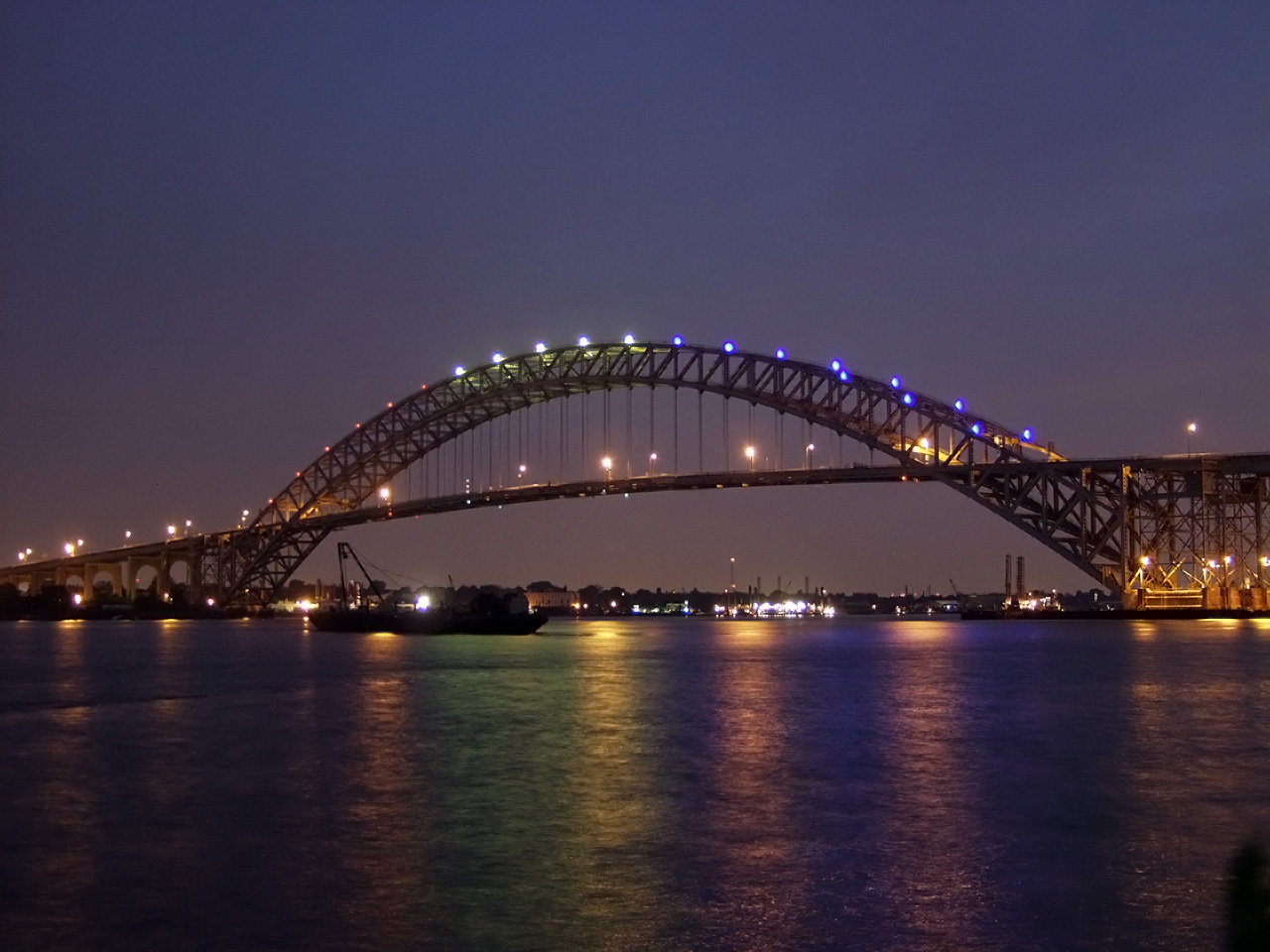
Bayonne Bridge tijdens zonsondergang
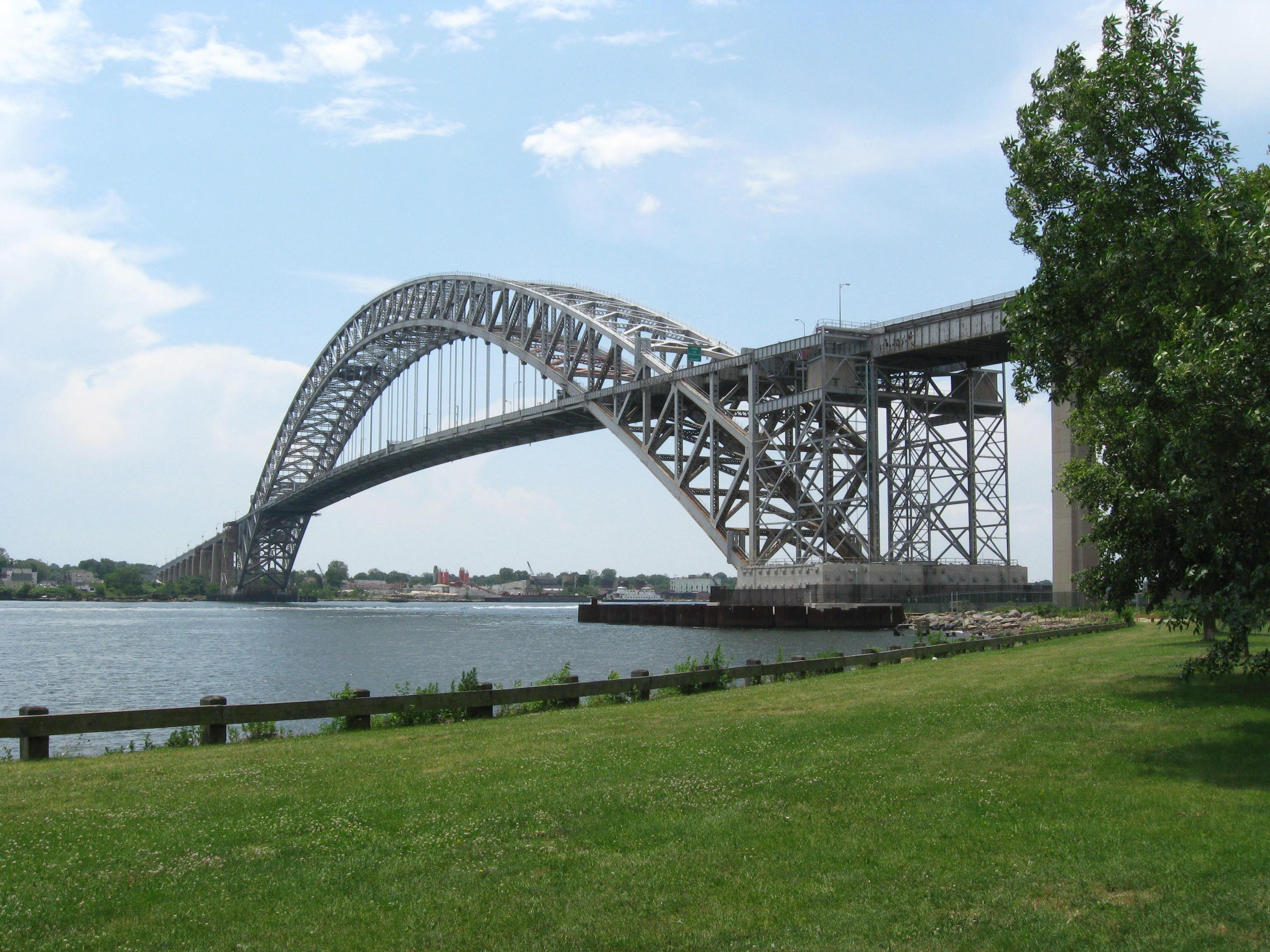
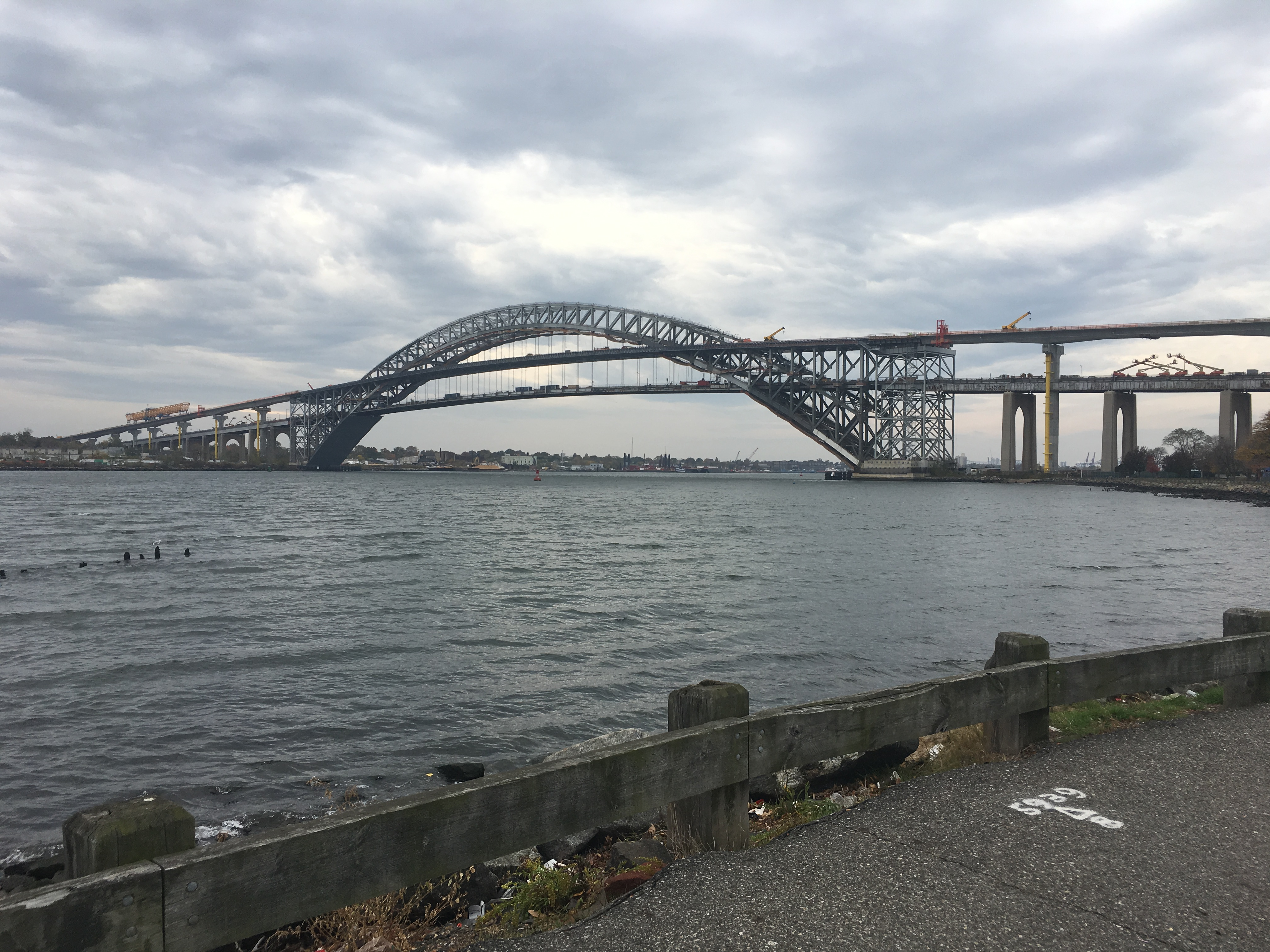
Bayonne Bridge tijdens de werken voor een hogere doorvaarthoogte tijdelijk met het oude en nieuwe wegdek (2016)